# Dolenja vas, Divača
Dolenja vas este o localitate din comuna Divača, Slovenia, cu o populație de 159 de locuitori.